# Krkatá bába
Krkatá bába je přírodní památka jižně od obce Lubě v okrese Blansko. Chráněné území je ve správě Krajského úřadu Jihomoravského kraje.

## Předmět ochrany
Lokalita byla vyhlášena přírodní rezervací již v roce 1977, status přírodní památky získala v roce 1997. Důvodem ochrany jsou významné skalní útvary s přirozenými společenstvy zakrslých borodoubrav. Na chráněném území o rozloze 9.3674 ha se vyskytují vzácné, regionálně silně ohrožené druhy rostlin, jako je např. jalovec obecný (Juniperus communis), skalník celokrajný (Cotoneaster integerrimus), vemeník dvoulistý (Platanthera bifolia) a strdivka brvitá (Melica ciliata).

## Geografická poloha
Skalní útvar Krkatá bába se nachází v místech, kde byla Boskovická brázda v důsledku pohybu zemských ker vyzdvižena a získala charakter vrchoviny (tzv. Žernovnická hrásť). Skála se zvedá nad údolím potoka Lubě v nadmořské výšce cca 344 m. Od okresního města Blanska je vzdálená vzdušnou čarou cca 8 km směrem na severozápad a přibližně stejná vzdálenost ji dělí od Tišnova, který leží směrem na jihozápad od zmíněného údolí, kterým prochází červeně značená turistická cesta. V okolí skály se nacházejí slepencové skalní pyramidy, samotná Krkatá bába, skála ve tvaru zhruba 2,5 metrů velké hlavy, spočívající na dlouhém krku, vystupuje ze skalního podloží červených permských slepenců.

## Historie
První písemná zmínka o tomto skalním útvaru pochází již z 11. století, konkrétně se objevuje v zakládací listině Opatovického kláštera z roku 1073. Skalní útvar poněkud kuriózně vstoupil i do historie silničního stavitelství ve 20. století. Trasa dálnice, plánovaná německou okupační mocí v roce 1939, měla původně vést přes tuto skálu. Nakonec byl vypracován projekt, jehož součástí byly dva oddělené mosty přes údolí Lubě, aby unikátní skála mohla být zachována. Projekt však nebyl dokončen, dochovaly se jen náznaky zemních prací a zbytky staveniště na obou předmostích západní mostní větve.

## Místní pověsti
O skále se traduje několik pověstí. Jedna z nich vypráví o zrádné nevěstě, kterou kdosi zaklel při její svatbě. Zřejmě nejznámější pověst je o dvou čarodějnicích, které se během vzájemného sporu o místní pastviny s použitím svých kouzel navzájem proměnily ve skály.